# A Society Scandal
A Society Scandal és una pel·lícula muda de la Famous Players-Lasky Corporation (futura Paramount) dirigida per Allan Dwan i protagonitzada per Gloria Swanson i Rod La Rocque. Basada en la peça teatral “The laughing lady” (1922) d'Alfred Sutro, es va estrenar el 24 de març de 1924. Es considera una pel·lícula perduda.

## Argument
Marjorie Colbert i el seu marit Hector no estan d'acord contínuament. Hector demana el divorci a la seva dona després que Harrison Peters, un admirador de la dona, la comprometi deliberadament fent-li una visita a la seva habitació. Hector obté el divorci gràcies a l'atac a la reputació de Marjorie fet per Daniel Farr, l’ eloqüent advocat d’Hector. Marjorie planeja venjar-se de Daniel seduint-lo al seu apartament per després cridar per demanar ajuda. Com a conseqüència, la reputació de l'advocat es veu ressentida però Marjorie es penedeix del seu pla quan s'adona que estima Daniel. Ell la perdona i tot acaba bé.

## Repartiment
- Gloria Swanson (Marjorie Colbert)
- Rod La Rocque (Daniel Farr)
- Ricardo Cortez (Harrison Peters)
- Allan Simpson (Hector Colbert)
- Ida Waterman (Mrs. Maturin Colbert)
- Thelma Converse (Mrs. Hamilton Pennfield)
- Catherine Coleburn (amic de Marjorie)
- Catherine Proctor (Mrs. Burr)
- Wilfred Donovan (Hamilton Pennfield)
- Yvonne Hughes (Patricia DeVoe)
- Marie Shelton (amic de Marjorie)
- Dorothy Stokes (amic de Marjorie)
- Cornelius Keefe (amic de Marjorie)
- Fraser Coalter as Schuyler Burr)